# 千家镇
千家镇，是中华人民共和国海南省乐东黎族自治县下辖的一个乡镇级行政单位。

## 行政区划
千家镇下辖以下地区：
千家村、抱用村、汉小村、青岭村、前号村、抱平村、抱郎村、永益村、郎益村、抱善村、抱伦村、抱梅村、温仁村、只峨村、福报村、只文村、奋跃村、抱串村和扎灶村。